# American Eulogy
«American Eulogy» (Elogio Americano) es una canción de Billie Joe Armstrong y penúltima del álbum 21st Century Breakdown de la banda Pop Punk Green Day lanzado en 2009. Es la única canción conceptual del álbum recordando las del álbum American Idiot de 2004 Jesus of Suburbia y Homecoming. Está dividida en 2 movimientos:
- I- Mass Hysteria: Acto que describe la locura y el pánico existente en la sociedad estadounidense.

- II- Modern World: Este movimiento se desarrolla a través de la opinión de un rebelde, cuya identidad es desconocida, criticando las normas y las condiciones en las que está él y todos los de su clase; se autodenomina como el "último de los rebeldes".

El bajista Mike Dirnt lleva la voz líder en el último acto, mientras que Billie Joe canta el puente. Al final los 2 estribillos de la canción se cantan juntos mientras son cubiertos por mantos de estática y radios.